# Óscar Isaula
Óscar Isaula (sinh ngày 9 tháng 11 năm 1982) là một tiền đạo bóng đá người Guatemala.
Anh là một phần của đội tuyển bóng đá quốc gia Guatemala thi đấu tại Cúp Vàng CONCACAF 2011, và chơi 2 trận.